# Prêtre orthodoxe
« Pope » redirige ici. Pour les autres significations, voir Pope (homonymie).

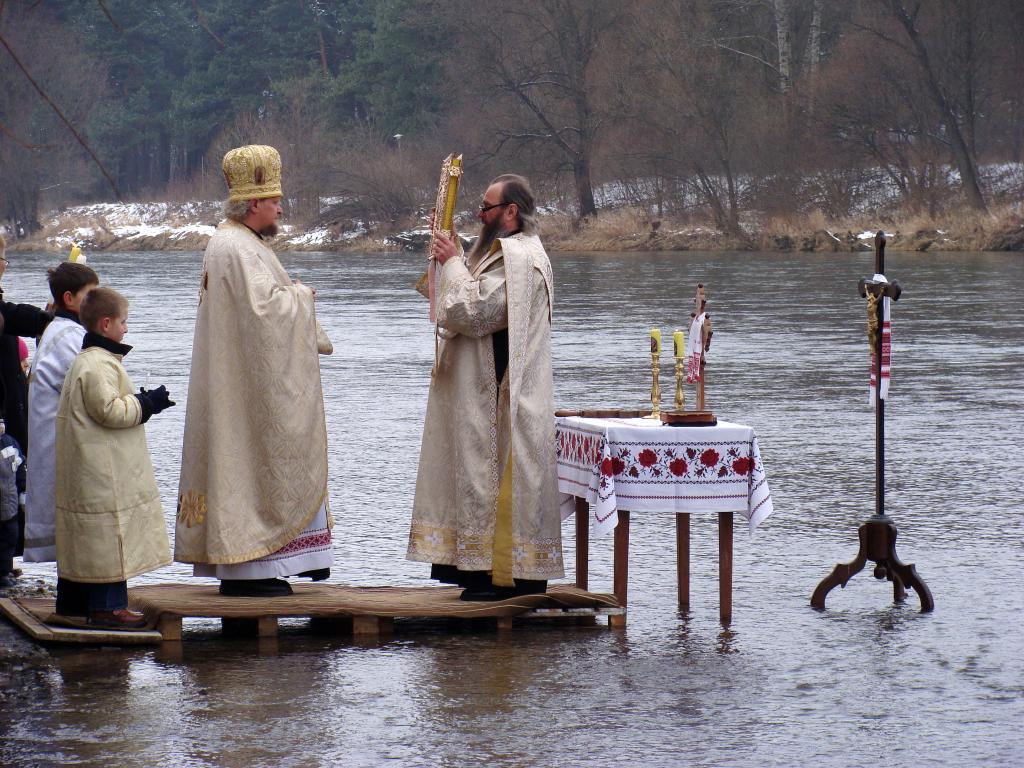
Liturgie de la Théophanie de Église orthodoxe d'Ukraine, sur le San à la frontière entre la Pologne et l'Ukraine (la rive polonaise est en face).

Un prêtre orthodoxe, est un prêtre ordonné par l’une des Églises de la « communion orthodoxe » qui partagent la théologie et le droit canon des sept premiers conciles, définissant le « christianisme nicéen ». Contrairement à l’usage de l’Église catholique actuelle de rite latin, l’Église orthodoxe peut ordonner des hommes mariés. Seuls les moines sont astreints au célibat et à la continence. Les célibataires ne peuvent plus se marier après leur ordination, mais en revanche, ils peuvent devenir hiérarques ; les évêques ne sont choisis que parmi les moines. Par ailleurs, un pope devenu veuf n'est pas autorisé à se remarier.
Les prêtres orthodoxes pouvant être mariés, leurs familles se transmettaient souvent cette vocation de père en fils, créant des dynasties ainsi qu’un milieu intellectuel spécifique. Les femmes ne sont pas ordonnées, mais l’épouse d’un prêtre orthodoxe jouit d’une grande considération, et est souvent la conseillère ou la porte-parole des autres femmes de la communauté.

## Statut et sacerdoce

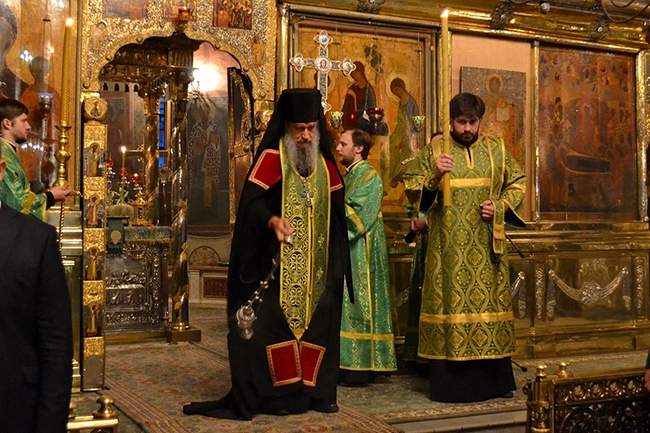
Liturgie russe en la cathédrale de la Trinité de Serguiev Possad, près de Moscou.

Les prêtres orthodoxes sont regroupés selon une hiérarchie : les patriarches, archevêques ou métropolites, sont à la tête ; puis viennent les évêques (du grec épiskopos, c'est-à-dire surveillant, inspecteur), les prêtres (du grec presbyteros, ancien), enfin les diacres (du grec diakonos, aide ou assistant).
Le sacrement de l’ordre comporte trois étapes : le diaconat, le presbytérat et l’épiscopat. Seuls les évêques sont tenus au célibat. La hiérarchie compte aussi des sous-diacres, des lecteurs et des chantres sans sacrement spécifique.
À Chypre, dans la diaspora grecque et les autres diasporas orthodoxes, les prêtres ne perçoivent pas de salaire : ils ne vivent que des offrandes des fidèles. En Grèce, les popes reçoivent une rémunération de la part de l’État et ont le statut de fonctionnaire : en 2018, Aléxis Tsípras a tenté de reformer ce système en maintenant le salaire mais en retirant le statut de fonctionnaire, dans le but de préparer la séparation entre l’Église et l’État, ce qui constituait l’une de ses promesses électorales. La conférence épiscopale orthodoxe grecque a rejeté ce projet proposition par 73 votes sur 82 et les parlementaires laïcs n'ont pas osé l’imposer. Dans les anciens pays communistes aussi, outre les tarifs des sacrements et les offrandes, les popes reçoivent une rémunération de la part de l’État : acquis de la période communiste durant laquelle les autorités, tout en promouvant un athéisme d’État, entendaient contrôler le clergé,,, ce qui généra l’apparition d’églises clandestines.

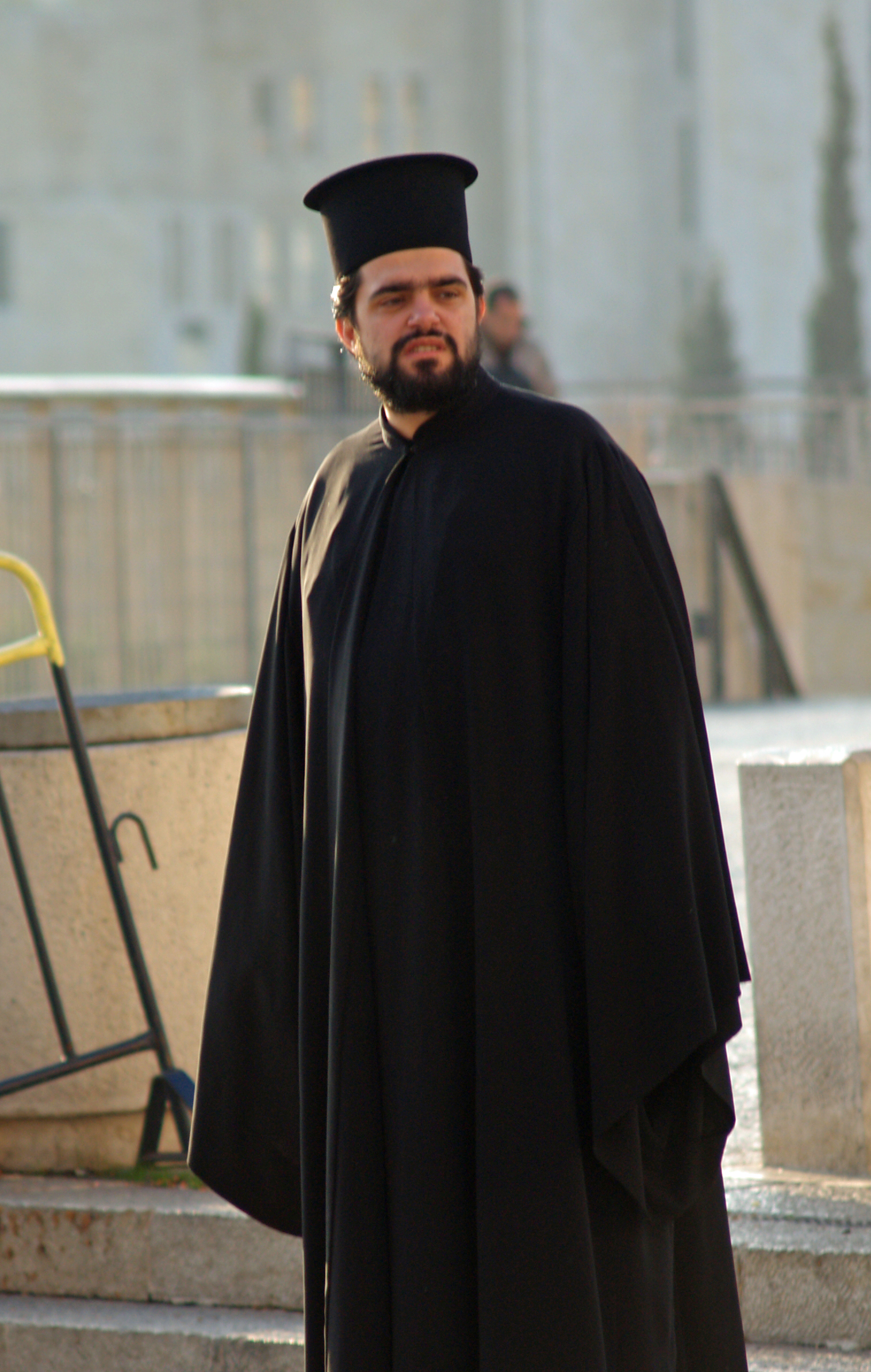
Pope de Jérusalem portant le kamilavkion à la grecque, à bord supérieur élargi. Les prêtres et diacres peuvent être mariés, si leur mariage est antérieur à leur ordination diaconale.

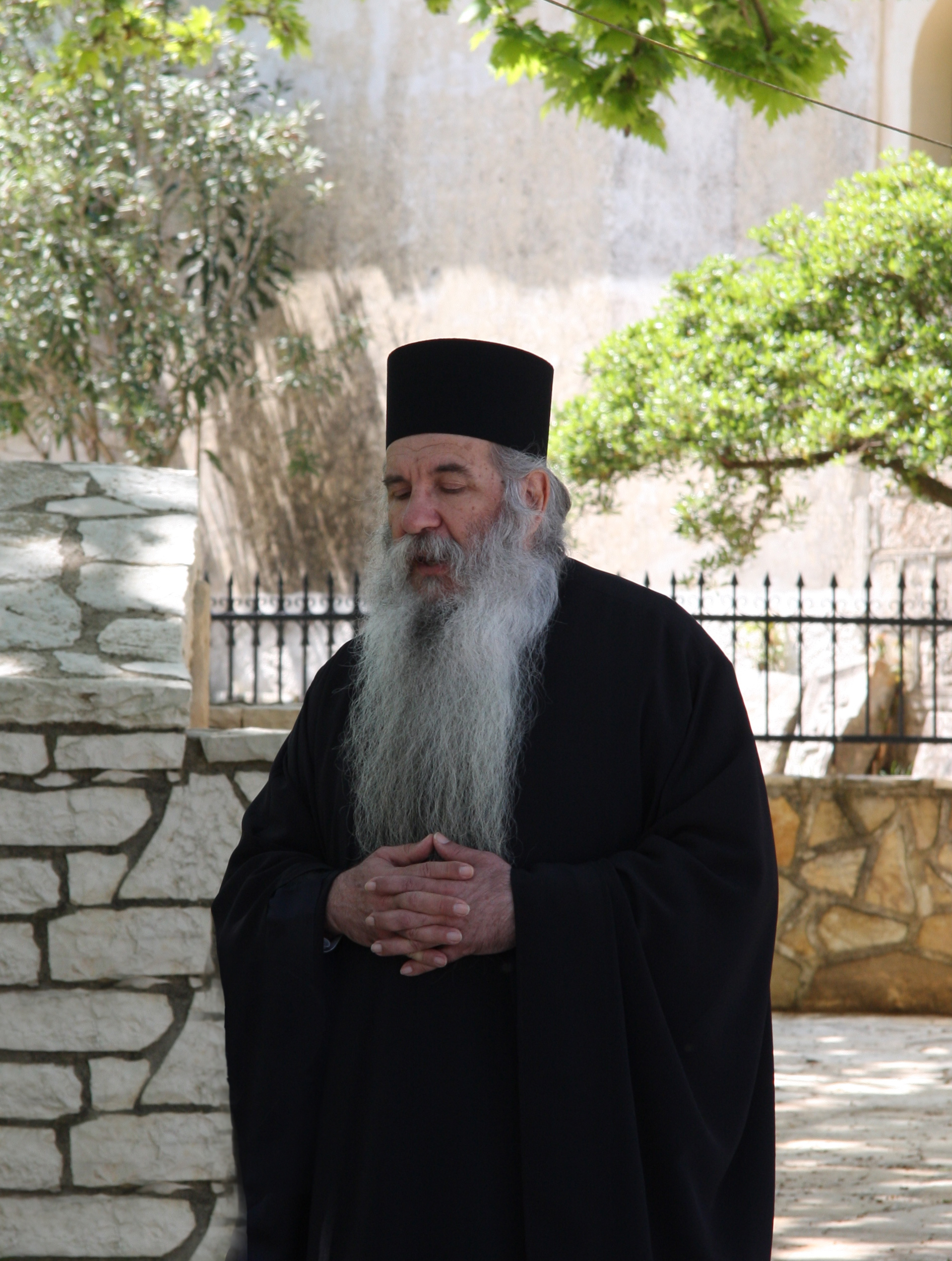
Moine orthodoxe grec à kamilavkion cylindrique. Les moines font vœu de chasteté et de célibat.

## Dénominations

### Étymologie et sémantique
L’appellation française de « pope » confond les prêtres séculiers (catégorie à laquelle ce terme devrait être réservé), les hiéromoines (moines-prêtres) et les moines qui ne sont pas prêtres. Elle a longtemps été employée en français pour désigner plus spécifiquement les prêtres orthodoxes des « États grecs » et du Moyen-Orient ; aujourd’hui cet usage est  devenu rare.
Le terme français « pope » est l’équivalent du slave поп (pop) et du roman oriental popă provenant du grec παππά (pappá), qui n’ont jamais été des titres officiels mais des termes familiers et affectueux comme la désignation du père (« papa ») dans le langage enfantin. Cette marque d’affection respectueuse, déjà présente chez Homère, passe en usage dans le christianisme oriental pour honorer les « épiscopes » puis les évêques et finalement les prêtres.
Pendant la longue période soviétique, alors que l’État persécutait les religions, le mot « pope » a acquis en russe une connotation sarcastique et les russophones emploient désormais le terme de свяще́нник (sviachtchennik), ou, dans les milieux ecclésiastiques, celui de иерей (iéreï). En roumain aussi, l’Église actuelle préfère les termes de preot ou iereu à celui de popă devenu péjoratif sous le régime communiste.

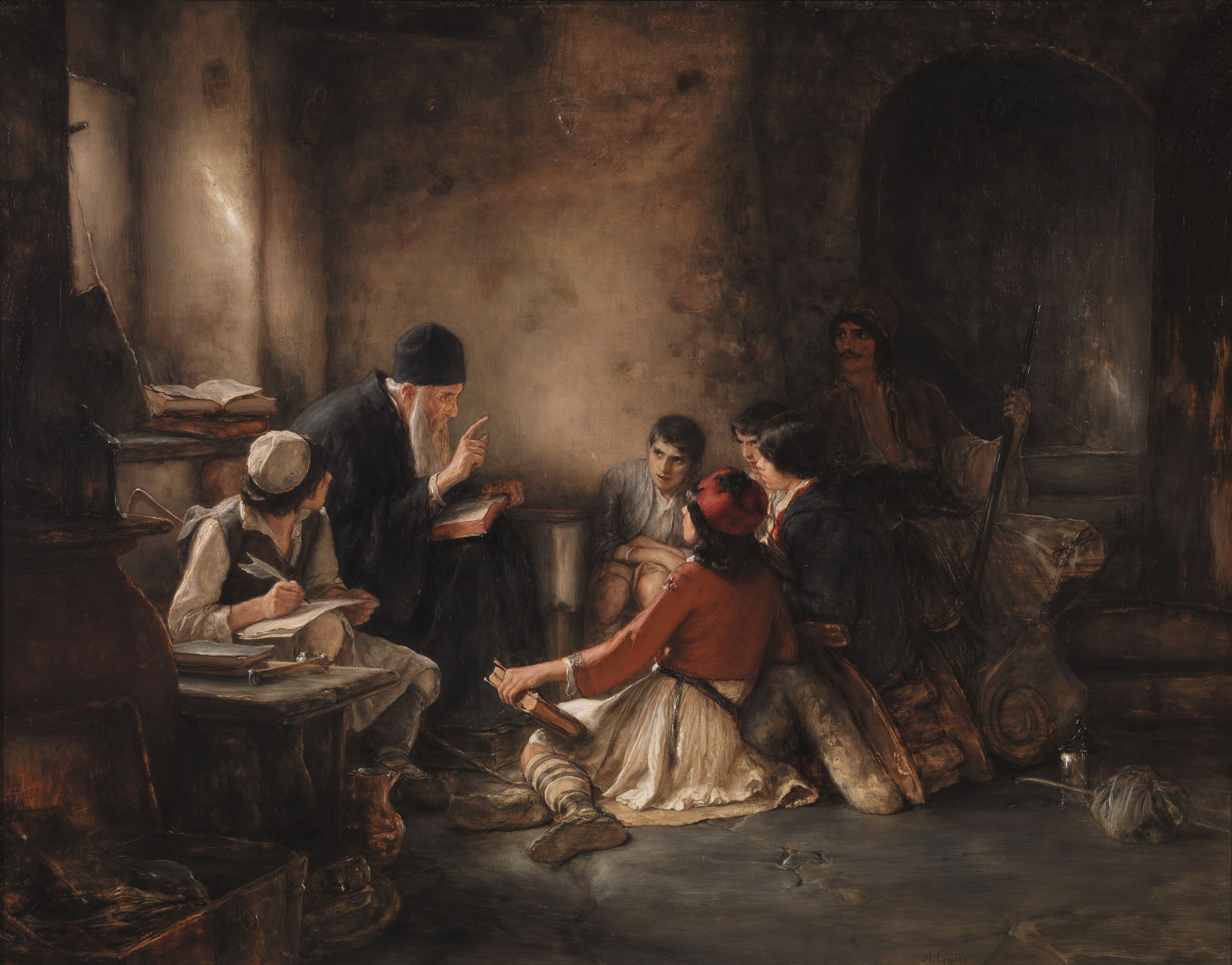
Tableau de Nikolaos Gysis l'École secrète montre un prêtre grec dans son rôle de δασκάλος daskàlos, enseignant des enfants de la paroisse et vecteur de la survie de l'hellénisme en Grèce ottomane.

En grec, langue qui n’a pas subi la propagande anticléricale des États communistes, le terme familier « pope » (παππά) n’a pas été déprécié mais est resté d’autant plus respectueux, que les popes ont été des agents de la persistance de l’hellénisme sous l’occupation turque et de la renaissance culturelle grecque, puis ont joué un rôle important dans la guerre d'indépendance grecque (cas du pope Phléssas), dans la résistance chypriote grecque contre l’occupation coloniale britannique (cas de Makários III), et dans la résistance antinazie pendant la seconde Guerre mondiale,.

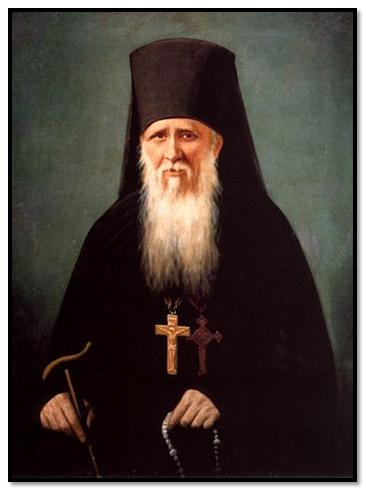
Ambroise d'Optina (1812-1891), saint de l’Église orthodoxe russe, portant le kamilavkion à la russe, conique et élargi en haut, avec le voile koukoulion, formant le klobouk.

### Anthroponymie et toponymie
L’épouse d’un prêtre orthodoxe est nommée παπαδία (papadía) en grec, попадја (popadia) en serbe et попова ou поповка (popova ou popovka) dans d’autres langues slaves ; leurs fils sont des поровић (popovitch : « fils de pope »). En Russie, Biélorussie, Ukraine, dans la diaspora russe, en Bulgarie, Macédoine du Nord, Monténégro, Serbie, Roumanie et Moldavie, les noms de famille Popov (Попов), Popovitch (Попович), Popović, Popa ou Popescu sont très fréquents : ils viennent directement du mot « pope » et trouvent leur équivalent dans les patronymes grecs Παπάς (Pappas) ou Παπαδόπουλος (Papadopoulos) également fort répandus en Grèce et à Chypre. Dans ces pays pays orthodoxes, plusieurs localités portent des noms dérivés des patronymes Πάπος, Παππάδος, en Bosnie, en Serbie et à la frontière serbo-monténégrine : Popenki, Popești, Popovica, Popovka… On trouve aussi des sommets, comme les deux Pop-Ivan des Carpates ukrainiennes (celui de la Montagne noire et celui de la Marmatie).

## Habillement

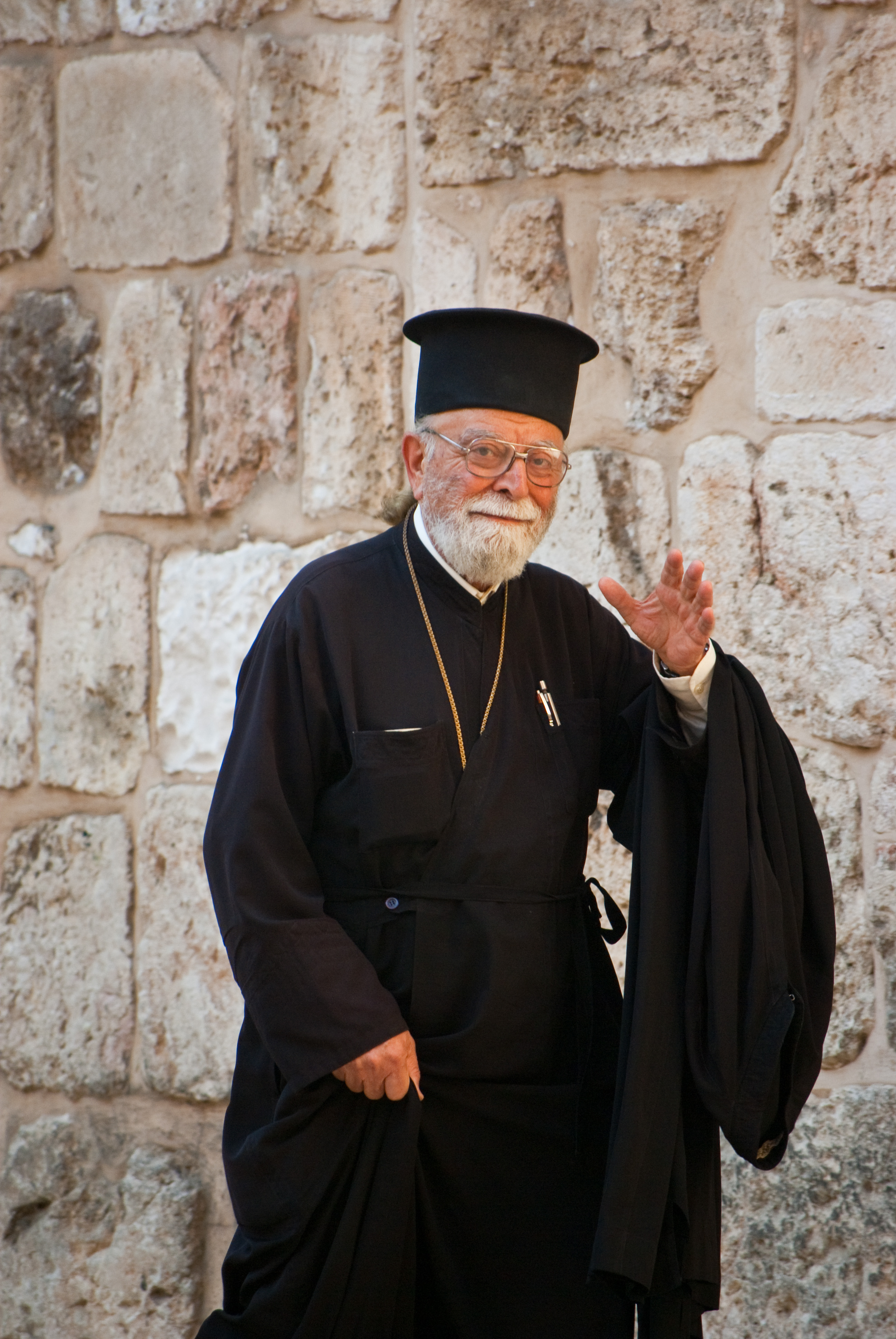
Tenue d'un prêtre orthodoxe.

Lorsqu’ils remplissent des fonctions dans la hiérarchie ecclésiastique (hiérodiacres, higoumènes, évêques, métropolites, patriarches), les prêtres orthodoxes portent soutane, étole, calotte noire, kamilavkion et éventuellement koukoulion. Le kamilavkion (grec καμιλαύκιον) est un couvre-chef spécifique, noir, simplement cylindrique chez les moines, élargi vers le haut chez les prêtres russes ou présentant un sommet conique et un rebord d’un centimètre chez les popes des Balkans ou de la diaspora grecque. Le koukoulion (κουκούλιον : voile blanc ou noir) peut former, avec le kamilavkion, un klobouk (russe клобук, coiffe des hiérarques).
Les popes grecs et chypriotes doivent respecter les canons 21 et 27 du Concile quinisexte de 691-92 en gardant barbe et soutane où qu’ils aillent, leur sacerdoce étant, selon ces canons, permanent. En revanche, dans l’ancien bloc de l'Est on voit souvent des prêtres orthodoxes à courte barbiche, moustachus ou glabres, qui n’arborent la soutane et le kamilavkion qu’en service. Dans ces anciens pays communistes, les sarcasmes péjoratifs permanents des médias communistes ont incité les prêtres à se donner une apparence de citoyens ordinaires en dehors des rituels liturgiques, et cette habitude a perduré après la chute des régimes communistes en Europe et la dislocation de l'URSS.